# 奈良県道21号大峯山公園線
奈良県道21号大峯山公園線（ならけんどう21ごうおおみねさんこうえんせん）は、奈良県吉野郡天川村大字川合から同村大字洞川に至る主要地方道に指定された県道である。

## 概要
奈良県道48号洞川下市線とともに、洞川温泉や大峰山に至るアクセスルートである。虻トンネルから洞川温泉までは整備された2車線路となっており、起点から虻トンネルまでの区間も順次、拡幅工事が進められている。なお、母公堂（洞川中心部から東へ約2km）から大峯大橋（事実上の終点）までは冬期通行止となる。
この他にも本県道と接続する林道高原洞川線（川上村から大峰山脈を越えてやってくる）と、奈良県道48号線の小南峠区間も冬期通行止めとなるため、本県道が冬の間、洞川へ入れる唯一の道となる。

### 路線データ
- 起点：吉野郡天川村大字川合（川合交差点の東）
- 終点：吉野郡天川村大字洞川（大峰山登山口）

## 歴史
- 1954年（昭和29年）1月20日 - 建設省（現・国土交通省）が指定県道下市大峯山線の一部を主要地方道大峯山公園線に指定[1]。
- 1955年（昭和30年）3月1日 - 奈良県が大峯山公園線として県道路線認定[2]。

## 地理

### 通過する自治体
- 奈良県
  - 吉野郡天川村

### 交差する道路
| 交差する道路           | 交差する場所 | 交差する場所 | 交差する場所 | 交差する場所 | 備考                                                   |
| ---------------------- | ------------ | ------------ | ------------ | ------------ | ------------------------------------------------------ |
| 国道309号              | 奈良県       | 吉野郡       | 天川村       | （川合）     |                                                        |
| 奈良県道48号洞川下市線 | 奈良県       | 吉野郡       | 天川村       | （洞川）     |                                                        |
| 林道高原洞川線         | 奈良県       | 吉野郡       | 天川村       | （洞川）     | 林道ではあるが、大峰山脈を東西に貫く数少ない道路の一つ |

※ 交差する場所の括弧書きは地名、それ以外は交差点名で表示

### 峠・トンネル
- 虻トンネル（虻峠）- 1988年10月開通、延長275m、幅6.5m、高4.5m

### 沿線

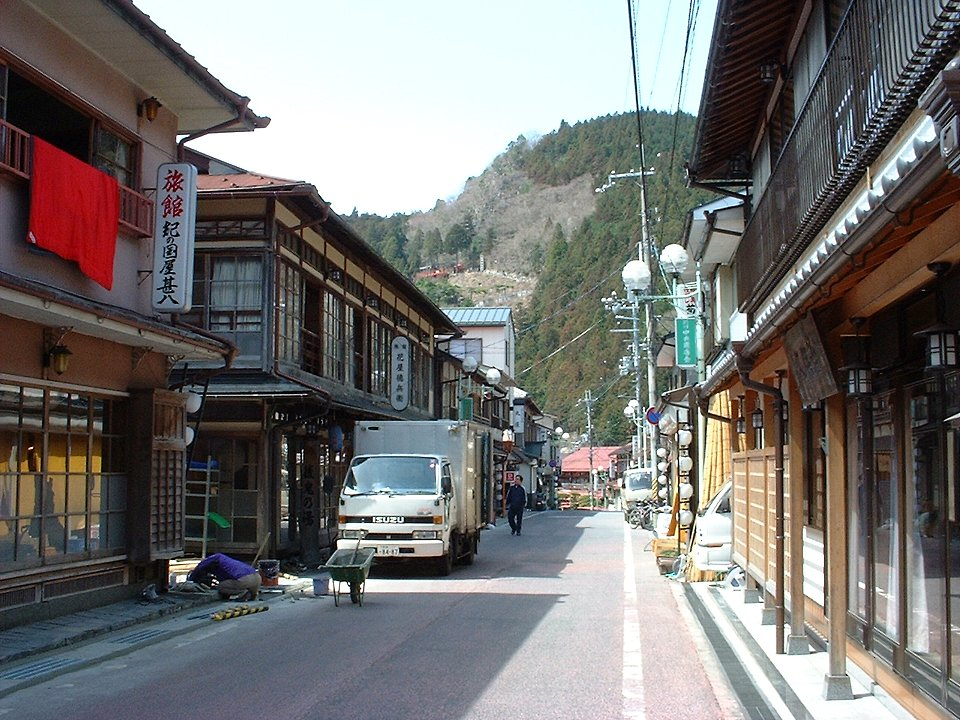
途中で洞川温泉の街中を通る。

- 御手洗渓谷・観音峯山 - 虻トンネルを洞川方面に出た直後の右手に観音峯登山口休憩所（駐車場、トイレあり）がある。ここは御手洗渓谷の遊歩道の北端で、遊歩道の途中から観音峯山へと登れる。
- 面不動鍾乳洞
- 洞川温泉
- 五代松鍾乳洞
- 大峯山龍泉寺
- コウモリノ窟（こうもりのいわや）・蟷螂ノ窟（とうろうのいわや）
- ごろごろ水（洞川湧水群）
- 母公堂
- 大峰山

## 関連事項
- 奈良県の県道一覧